# Marc Suhr
Marc Achim Suhr (* 9. Januar 1969 in Köln) ist ein ehemaliger deutscher Basketballspieler.

## Leben und Karriere
Suhr spielte Fußball, bis er zwölf Jahre alt war. Im Alter von 14 Jahren maß er zwei Meter. Er begann beim Pulheimer SC mit dem Basketballsport, ehe er in den Nachwuchs von TSV Bayer 04 Leverkusen wechselte.
Er ist gelernter Exportkaufmann. Im Alter von 16 Jahren ging Suhr an die South Lake Tahoe Highschool im US-Bundesstaat Kalifornien. An der University of Connecticut studierte er von 1987 bis 1991 Betriebswirtschaft mit einem Basketball-Stipendium. Er bestritt insgesamt 25 Spiele für die Hochschulmannschaft und erzielte insgesamt 23 Punkte. Zu seinen Mannschaftskameraden dort gehörten neben anderen Clifford Robinson, Suhrs Trainer war Jim Calhoun. Zwischenzeitlich bestritt er in der Saison 1989/90 einen Bundesliga-Einsatz für Leverkusen.
Nach Stationen in Deutschland in der Bundesliga (Brandt Hagen, Steiner Bayreuth) wechselte er 1996 nach Italien und wurde dort mit Pallacanestro Treviso Meister. Sein Einsatzzeit in Treviso war jedoch gering: In 25 Ligapartien stand er im Schnitt 7,4 Minuten pro Begegnung auf dem Spielfeld, erzielte dabei 2,8 Punkte und 1,8 Rebounds. Von 1997 bis 1999 spielte er beim TVG Trier und verbrachte eigener Aussage nach dort die sportlich schönste Zeit seiner Laufbahn. Er gewann mit der Mannschaft 1998 den DBB-Pokal. Nachdem Suhr in der Bundesliga-Saison 1998/99 für Trier 15,1 Punkte sowie 6,5 Rebounds je Begegnung erzielt hatte, entschied er sich gegen ein Angebot der Skyliners Frankfurt und ging zum Erstliga-Aufsteiger BCJ Hamburg. In Hamburg erreichte er wie zuvor in Trier hohe statistische Werte und kam im Laufe des Spieljahres 1999/2000 im Durchschnitt auf 14,1 Punkte und 7,9 Rebounds je Begegnung. „Mit seinen 2,15 Meter immer eine Macht unter dem Korb. Erzielt seine Punkte mal am Fließband, mal legt er reihenweise Korbleger daneben“, wurde Suhr im Jahr 2000 vom Fachblatt Basketball beschrieben. In der Saison 2000/01, in der er mit Hamburg aus der Bundesliga abstieg, kam der Innenspieler auf Mittelwerte von 11,3 Punkten sowie 7,9 Rebounds je Begegnung. Anschließend ging er zu den Telekom Baskets Bonn, musste dort aber mit erheblich weniger Einsatzzeit auskommen als zuvor in Hamburg. Nach einem Bonner Jahr ging er nach Trier zurück, die Saison 2002/03 wurde aber von einer Fußverletzung geprägt, er bestritt lediglich acht Bundesliga-Spiele. Wegen Arthrose in beiden Füßen beendete er 2003 seine Profilaufbahn und spielte anschließend noch in der Regionalliga, während er Englisch, Sport und Wirtschaft auf Lehramt studierte.
Für die deutsche Basketballnationalmannschaft bestritt Suhr vier Spiele im Jahr 1993.
Sein Sohn Leon Kratzer wurde ebenfalls Berufsbasketballspieler.